# Gissetjärnen (Ljusdals socken, Hälsingland, 686716-152260)
Gissetjärnen är en sjö i Ljusdals kommun i Hälsingland och ingår i Delångersåns huvudavrinningsområde. Sjön är 2,6 meter djup, har en yta på 0,101 kvadratkilometer och är belägen 341 meter över havet.

## Delavrinningsområde
Gissetjärnen ingår i det delavrinningsområde (686737-152253) som SMHI kallar för Mynnar i Lumpån. Medelhöjden är 354 meter över havet och ytan är 1,79 kvadratkilometer. Det finns inga avrinningsområden uppströms utan avrinningsområdet är högsta punkten. Vattendraget som avvattnar avrinningsområdet har biflödesordning 4, vilket innebär att vattnet flödar genom totalt 4 vattendrag innan det når havet efter 79 kilometer. Avrinningsområdet består mestadels av skog (78 procent). Avrinningsområdet har 0,1 kvadratkilometer vattenytor vilket ger det en sjöprocent på 5,7 procent.